# Bayram Bektaş
Bayram Kadir Bektaş (Trebisonda, 10 febbraio 1974) è un allenatore di calcio ed ex calciatore turco, di ruolo centrocampista.

## Palmarès

### Giocatore

#### Competizioni nazionali
- Campionato turco: 1

Beşiktaş: 2002-2003